# Urgleptes duffyi
Urgleptes duffyi là một loài bọ cánh cứng trong họ Cerambycidae.